# Östtjärnen, Medelpad
Östtjärnen är en sjö i Sundsvalls kommun i Medelpad och ingår i Ljungans huvudavrinningsområde. Sjön har en area på 0,258 kvadratkilometer och ligger 97,4 meter över havet. Sjön avvattnas av vattendraget Tunömsbäcken.

## Delavrinningsområde
Östtjärnen ingår i det delavrinningsområde (691412-157438) som SMHI kallar för Ovan VDRID = 717305-140011 i Tunömsbäckens vatten*. Medelhöjden är 121 meter över havet och ytan är 9,24 kvadratkilometer. Det finns inga avrinningsområden uppströms utan avrinningsområdet är högsta punkten. Tunömsbäcken som avvattnar avrinningsområdet har biflödesordning 2, vilket innebär att vattnet flödar genom totalt 2 vattendrag innan det når havet efter 18 kilometer. Avrinningsområdet består mestadels av skog (73 procent). Avrinningsområdet har 0,33 kvadratkilometer vattenytor vilket ger det en sjöprocent på 3,6 procent. Bebyggelsen i området täcker en yta av 0,16 kvadratkilometer eller 2 procent av avrinningsområdet.